# آنتیگونیش، نوا اسکوشیا
آنتیگونیش٬ نوا اسکوشیا (به انگلیسی: Antigonish, Nova Scotia) یک شهرک در کانادا است که در شهرستان آنتیگونیش واقع شده‌است.

## خصوصیات
آنتیگونیش ۵٫۱۵ کیلومترمربع مساحت و ۴٬۵۲۴ نفر جمعیت دارد.